# Laura Nyro
Laura Nyro (New York, 18 oktober 1947 - Danbury, 8 april 1997) was een Amerikaanse zangeres.
Laura kwam in 1947 ter wereld als dochter van Louis Nigro, een jazztrompettist. Al op haar 8e begon ze zelf nummers te schrijven die ze stiekem oefende in de badkamer.
Als 18-jarige vrouw speelde Laura regelmatig in de clubs in de New York regio en schreef daar ook haar eerste album More Than a New Discovery. Deze lp werd in 1966 uitgebracht met liedjes als Wedding Bell Blues en Blowin' Away. Barbra Streisand coverde later Stoney End en Hands Off The Man (Flim Flam Man) voor haar album Stoney End uit 1971. In 1969 had de Amerikaanse band Blood, Sweat & Tears een hit met Nyro's And When I Die.
Op 24-jarige leeftijd kondigde Laura aan dat ze het rustiger aan zou gaan doen en dat ze op dat moment geen nummers meer zou schrijven. Ze trouwde met de schilder David Bianchini en verhuisde naar een klein dorpje in New England.
Na haar scheiding in 1975 kwam ze nog enkele keren terug op de podia, maar haar muziek was stukken melancholieker geworden. In 1980 had ze haar enige Amerikaanse hit met Up on the roof.
In 1996 werd er bij haar kanker geconstateerd. Op 8 april 1997 overleed ze in haar huis in Danbury aan de gevolgen van de ziekte.

## Albumdiscografie
Studio
- 1967 - More Than a New Discovery (later heruitgebracht als Laura Nyro, 1969, en als The First Songs, 1973)
- 1968 - Eli and the Thirteenth Confession
- 1969 - New York Tendaberry
- 1970 - Christmas and the Beads of Sweat
- 1971 - Gonna Take a Miracle (met Labelle)
- 1976 - Smile
- 1978 - Nested
- 1984 - Mother's Spiritual
- 1993 - Walk the Dog and Light the Light
- 2001 - Angel in the Dark (postuum album met opnames uit 1994-1995)

Live
- 1977 - Season of Lights
- 1989 - Laura: Live at the Bottom Line
- 2000 - Live at Mountain Stage (opgenomen in 1990)
- 2002 - Live: The Loom's Desire (opgenomen in 1993-1994)
- 2003 - Live in Japan (opgenomen in 1994)
- 2004 - Spread Your Wings and Fly: Live at the Fillmore East (opgenomen op 30 mei 1971)

Compilaties
- 1972 - Laura Nyro sings her Greatest Hits (uitgebracht in Japan)
- 1980 - Impressions
- 1997 - Stoned Soul Picnic: The Best of Laura Nyro
- 1999 - Premium Best Collection-Laura Nyro (Japan)
- 2000 - Time and Love: The Essential Masters
- 2006 - Laura Nyro-Collections

- Bibsys: 4023602
- Biblioteca Nacional de España: XX1799691
- Bibliothèque nationale de France: cb14002627w (data)
- Gemeinsame Normdatei: 124216579
- International Standard Name Identifier: 0000 0001 1570 3970
- Library of Congress Control Number: nr89011548
- MusicBrainz: bb0a1e95-9444-4a05-a1bb-22b8d7ed7844
- Nationale Bibliotheek van Tsjechië: xx0118128
- Nationale bibliotheek van Australië: 61502201
- Nationale Bibliotheek van Israël: 987007413673305171
- SNAC: w6cs95sz
- Système universitaire de documentation: 085619973
- Trove: 1842127
- Virtual International Authority File: 51885871
- WorldCat: E39PBJxrTW4PfxTwH4cRtJDwmd